# Беглар Ахоспірелі
Беглар Ахоспірелі (груз. ბეგლარ ახოსპირელი, справжнє ім'я та прізвище — Беглар Бегларович Бегларідзе, 22 жовтня (3 листопада) 1880 року, Телаві — 26 квітня 1921) — грузинський поет і драматург, суфлер.

## Біографія
Акторську діяльність почав у 1900-х роках, граючи епізодичні ролі. Тоді ж почав і публікуватися. Писав зокрема водевілі. Переклав грузинською мовою деякі твори Шиллера та Горького (п'єса «На дні» у 1908 році була поставлена Театром артистичного товариства). Деякі твори не були схвалені царською цензурою. Над автором та рецензентом поставили суворий нагляд. Беглар Ахоспірелі був заборонений до друку, заборонені були також його вірші.
Свої твори публікував під псевдонімом.
Похований на цвинтарі Стара Вера (район Тбілісі).

## Пам'ять

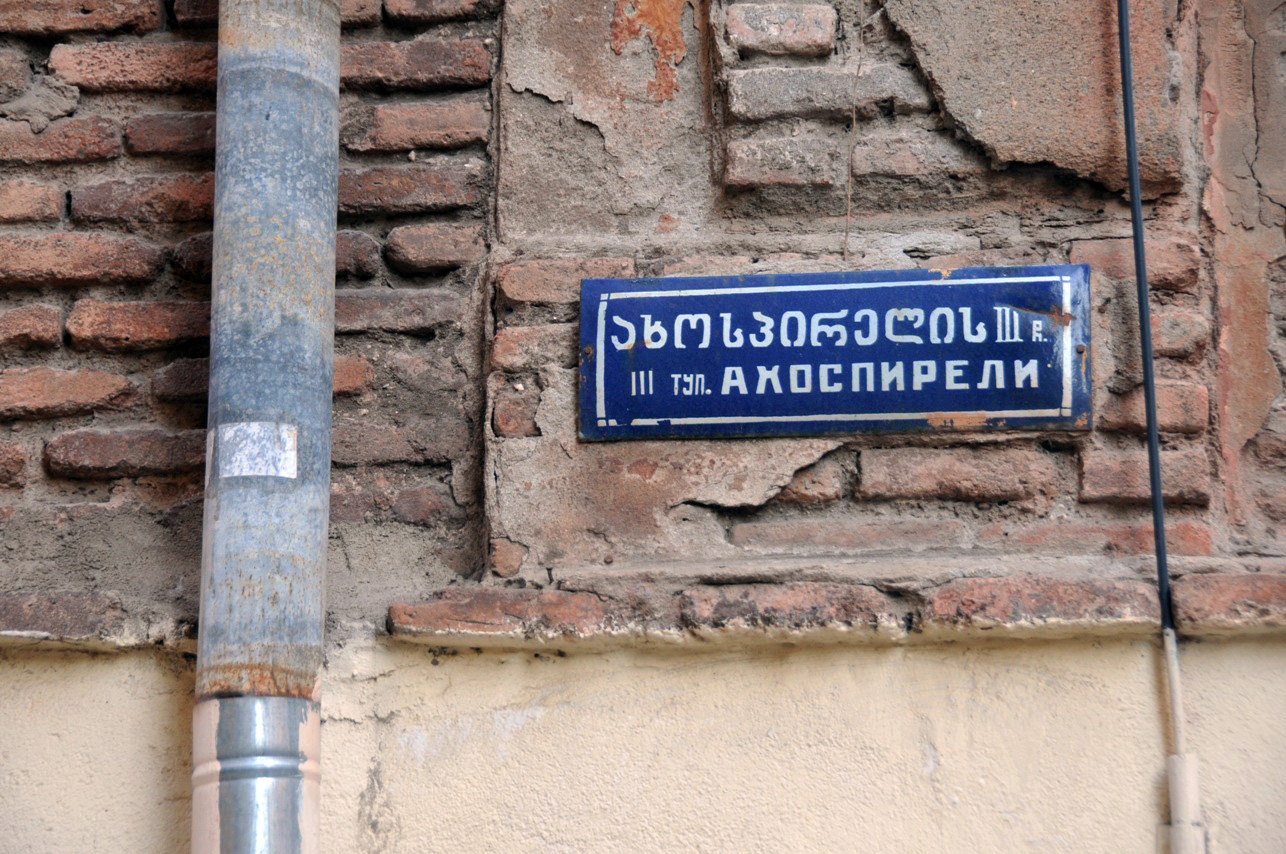
Адресна табличка на вулиці Ахоспірелі

Ім'ям Ахоспірелі названа вулиця у Тбілісі й кілька дрібних провулків.